# Remainder
I remainder sono le giacenze di magazzino di opere non più in commercio che l'editore cede in blocco alle librerie specializzate e che da queste vengono rivenduti a prezzi notevolmente ridotti. Un libro può finire fuori commercio sia perché il titolo è stato ristampato in una nuova edizione (spesso differente solo per copertina e veste grafica), sia perché è andato fuori catalogo e, almeno per il momento, non se ne prevede una ripubblicazione. La reimmissione nel circuito commerciale costituisce una valida alternativa al macero, garantendo un risparmio per l'ambiente, e permettendo la circolazione residua di libri (e quindi di cultura) a bassissimo prezzo, consentendone l'acquisto a una platea più ampia di fruitori rispetto all'acquisto nel solo circuito delle librerie.

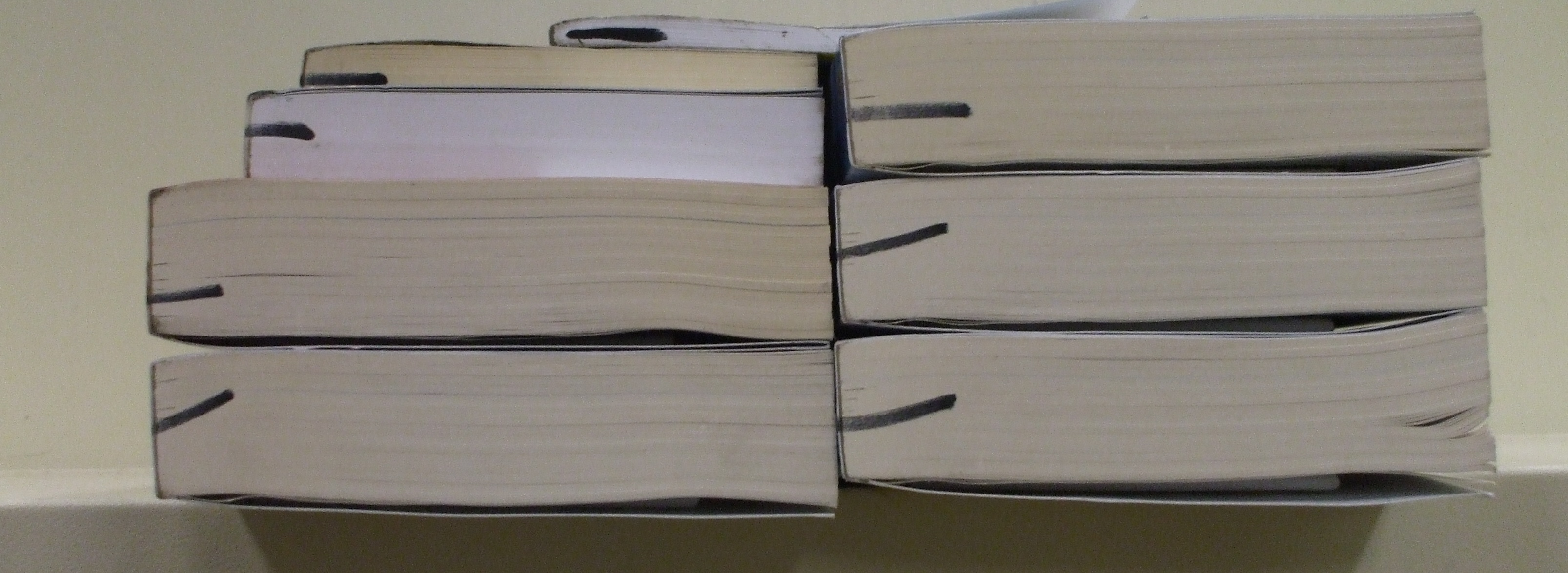
Remainder con la caratteristica segnatura nera (tipica degli Stati Uniti).

## Ilremainder
Per smaltire le proprie giacenze ricavandone un - seppur parziale - rientro economico, molti editori immettono tali copie nel circuito dei remainder, dove vengono vendute a un prezzo che di solito è la metà di quello originario di copertina, ma che, in taluni casi, può arrivare a essere scontato anche del 70%, o del 90% in caso di offerte speciali o di titoli molto datati. 
Talvolta entrano per brevi periodi nel circuito dei remainder anche copie di titoli che sono ancora regolarmente in catalogo: si tratta, in questo caso, di titoli per i quali l'editore, sovrastimandone le possibilità di vendita, aveva stampato un numero eccessivo di copie rispetto a quanto richiesto dal mercato, con la creazione di indesiderate scorte di magazzino che necessita di dover smaltire.
Negli Stati Uniti è pratica usuale segnare i remainder con una riga nera a pennarello lungo la parte inferiore, vicino al dorso, rendendo dunque un remainder riconoscibile a prima vista rispetto a un libro acquistato a prezzo pieno, impedendo anche la possibilità che una libreria possa rimandarlo all'editore come reso. Tale pratica è rara nel Regno Unito e assente in Italia.
Allo stesso modo, negli USA il mercato dei remainders è costituito soprattutto da edizioni rilegate (hardcovers) o, al limite, da tascabili di fascia alta (quality paperbacks/trade paperbacks), mentre i tascabili più economici (mass market paperback) vengono direttamente avviati al macero e distrutti senza passare da tale circuito.
In Italia, invece, qualsiasi libro può entrare nel circuito dei remainder se l'editore fa questa scelta. Il primo ad aprire una libreria specializzata nei remainder in Italia fu Biagio Melloni, nativo di Cento (FE). Nel 1961 fondò il «Remainders' Book Italiano»: il primo negozio fu aperto nel 1964 a Milano, poi fu la volta di Roma. Melloni combatté una lunga lotta contro i grandi editori, che non gli permettevano che applicasse sconti sui prezzi di copertina.
Alla fine Melloni vinse per metà: ottenuta ragione sul piano legale, poté vendere volumi nuovi a metà prezzo o addirittura con sconti fino al 75% del prezzo di copertina. A livello commerciale, invece, la sua avventura editoriale visse fasi alterne. Il suo ultimo negozio chiuse nel 2006.

## Canali di vendita
I remainder hanno più canali di vendita. Alcune librerie, sia indipendenti sia facenti parte di una catena, vi dedicano una porzione dei loro spazi espositivi, tuttavia sono più frequenti le librerie (o anche le bancarelle) specializzate solo in questo tipo di prodotto. Con l'avvento di internet, i remainder sono diventati un prodotto offerto, di solito, da tutte le principali librerie online, alcune delle quali si sono specializzate proprio nei remainder.